# ФК «Крылья Советов» Куйбышев в сезоне 1942
Сезон 1942 — 1-й сезон «Крыльев Советов».

## История
Осенью 1941 года, когда шла Великая Отечественная война, московский «Завод имени Фрунзе» перебазировали в Куйбышев в его состав влились несколько предприятий, эвакуированных из других городов (Воронеж, Минск). До войны завод имел сильную заводскую футбольную команду. Весной 1942 года директор завода Михаил Жезлов предложил Виктору Федосову заняться формированием заводской футбольной команды, так как он оказался единственным из футболистов, занимавших хоть какой-то руководящий пост (мастер участка) в заводской иерархии. Так Виктор Федосов стал создателем куйбышевской футбольной команды «Крылья Советов» в 1942. В команду пришли рабочие Виктор Новиков и Пётр Бурмистров, тренером был приглашен Александр Абрамов (на заводе работал производственным диспетчером). Появилась «Команда капитана Федосова» (ввиду военного времени и засекреченности заводов — команды назывались фамилиями своих капитанов). После формирования команды и в связи с загруженностью на заводе Федосов передал капитанскую повязку своему другу и коллеге по прошлым командам «Завод имени Фрунзе» и «Крылья Советов» (Москва) Виктору Карелину.
В начале 1942 года председатель центрального комитета профсоюза авиационной промышленности Александр Вассерман написал письмо (по другой версии письмо написано исполняющей обязанности председателя Г.И. Лисицыной 29 марта 1942 года) наркому авиапромышленности А.И. Шахурину с просьбой организовать перевод в Москву 27 футболистов, оказавшихся в эвакуации в Молотове и Куйбышеве. 12 апреля заместитель наркома П.В. Дементьев решил:

Было бы неплохо организовать сильную футбольную команду в Куйбышеве и Молотове, а вызывать в Москву лучших нецелесообразно.

Так благодаря этой резолюции из работников, ранее игравших в футбол, московского «Завода имени Фрунзе», а также «Авиационного завода № 1 имени Сталина», воронежского «завода № 18 имени Ворошилова» и авиационных предприятий из Минска и Донецка была сформирована полноценная команда «Крылья Советов».
3 мая 1942 года на стадионе  «Локомотив» состоялся матч «Команды капитана Карелина» (так в той игре назывались «Крылья Советов», хотя сам Карелин к тому времени уехал капитаном в «Крылья Советов» (Москва), а капитаном в той игре был Николай Михеев и сделал первый хет-трик команды) с «Командой товарища Константина Иванова» («Локомотив»). Счёт матча 3:5. На матче присутствовали страстный футбольный болельщик, посол Великобритании в СССР Ричард Стаффорд Криппс и советско-венгерский гроссмейстер Андрэ Лилиенталь.
Этот день и считается Днём Рождения команды.

## Состав
| Игрок               | Дата рождения    | Прежняя команда                  | Заводская команда          |
| Вратари             | Вратари          | Вратари                          | Вратари                    |
| ------------------- | ---------------- | -------------------------------- | -------------------------- |
| Александр Головкин  | 23 декабря 1913  | Крылья Советов (Москва)          | команда капитана Федосова  |
| Александр Квасников | 23 ноября 1912   | Динамо (Минск)                   | команда капитана Садового  |
| Павел Лобов         | 18 января 1922   | Крылья Советов (Воронеж)         | команда капитана Шевалдина |
| Алексей Росовский   | 6 апреля 1923    |                                  | команда капитана Садового  |
| Защитники           |                  |                                  |                            |
| Игорь Антонов       | 12 июня 1913     | Динамо (клубная, Москва)         | команда капитана Федосова  |
| Михаил Людковский   | 10 октября 1913  | Пищевик (Москва)                 | команда капитана Федосова  |
| Виктор Федосов      | 26 апреля 1915   | Крылья Советов (клубная, Москва) | команда капитана Федосова  |
| Сергей Фурсов       | 10 октября 1910  | Крылья Советов (Москва)          | команда капитана Федосова  |
| Полузащитники       |                  |                                  |                            |
| Борис Герасимов     | 5 мая 1913       | Крылья Советов (Воронеж)         | команда капитана Шевалдина |
| Игорь Горшков       | 19 ноября 1921   | Крылья Советов (Воронеж)         | команда капитана Шевалдина |
| Виктор Новиков      | 19 января 1912   | Профсоюзы-2                      | команда капитана Федосова  |
| Нападающие          |                  |                                  |                            |
| Валентин Захаров    | 13 июня 1921     | Крылья Советов (Воронеж)         | команда капитана Шевалдина |
| Николай Михеев      | 18 апреля 1911   | Стахановец (Сталино)             | команда капитана Шевалдина |
| Иван Пукало         | 8 октября 1917   | Динамо (Минск)                   | команда капитана Садового  |
| Иван Рожков         | 23 января 1920   | Крылья Советов (Воронеж)         | команда капитана Шевалдина |
| Сергей Румянцев     | 28 августа 1916  | Крылья Советов (Воронеж)         | команда капитана Шевалдина |
| Дмитрий Синяков     | 6 октября 1921   | Крылья Советов (Воронеж)         | команда капитана Шевалдина |
| Владимир Теляк      | 28 января 1913   | Крылья Советов (Воронеж)         | команда капитана Шевалдина |
| Михаил Ходня        | 16 сентября 1915 | Крылья Советов (Воронеж)         | команда капитана Шевалдина |

## Чемпионат города Куйбышева
| 24 мая 1942 1 тур | Крылья Советов | 5:0 | Спартак (Куйбышев) |  |

| 1942 2 тур | Крылья Советов | 5:0 | Локомотив (Куйбышев) |  |

| 1942 3 тур | Крылья Советов | 9:2 | Заря (Куйбышев) |  |

| 1942 4 тур | Крылья Советов | 9:1 | Восход (Куйбышев) |  |

| 1942 5 тур | Крылья Советов | 6:2 | Маяк (Куйбышев) |  |

| 28 июня 1942 6 тур | Крылья Советов | 12:0 | Завод имени Ворошилова |  |

## Кубок города Куйбышева
| 2 августа 1942 финал | Крылья Советов | 7:2 | Восход (Куйбышев) |  |

## Товарищеские матчи
| 3 мая 1942 | Локомотив (Куйбышев) | 5:3 | Крылья Советов |  |

| 5 июля 1942 | Крылья Советов | 3:4 | Авиатехническое училище (Сызрань) |  |

| 1942 | Крылья Советов | 3:3 | Волга (Куйбышев) |  |

| 1942 | Крылья Советов | 3:3 | Волга (Куйбышев) |  |

| 16 августа 1942 | Крылья Советов | 6:0 | Волга (Куйбышев) |  |

| 1942 | Крылья Советов (Уфа) | 1:3 | Крылья Советов |  |

| сентябрь 1942 | Крылья Советов | 0:1 | Крылья Советов (Уфа) |  |
|               |                |     | Елуферьев            |  |